# R.E.M.
R.E.M. war eine US-amerikanische Rockband, die 1980 in Athens, Georgia, gegründet wurde und sich 2011 auflöste. Mit über 85 Millionen verkauften Alben ist sie eine der erfolgreichsten Bands des Alternative Rock.

## Geschichte

### Gründung und erste Veröffentlichungen (1978–1981)
R.E.M. wurde 1980 in Athens in Georgia als College-Band unter dem Namen Twisted Kites gegründet. Die Anfänge der Band gehen etwa auf das Jahr 1978 zurück. Peter Buck arbeitete damals bei Wuxtry Records, einem Plattenladen in Athens in der Nähe der University of Georgia, wo er durch die Schwestern Lynda und Cyndy Stipe deren Bruder Michael kennenlernte. Über eine Freundin Bucks lernten die beiden dann Mike Mills und Bill Berry kennen. Der erste Auftritt der Band Twisted Kites fand am 5. April 1980 in der St. Mary’s Episcopal Church in der Oconee Street in Athens in der Nähe des Wohnorts von Stipe, Buck, Berry und dessen Freundin Kathleen O’Brien statt. Anlass war Kathleens 21. Geburtstag, und das Set bestand hauptsächlich aus Coverversionen. Bei ihrer Suche nach einem neuen Namen nahm Stipe ein Wörterbuch, suchte willkürlich einen Eintrag aus und traf zufällig auf R.E.M., die Abkürzung für Rapid Eye Movement, eine Schlafphase des Menschen, in der sich die Augen sehr schnell unter den Lidern bewegen.
Im Juli 1981 erschien auf dem Schallplattenlabel Hib-Tone die erste Single Radio Free Europe mit der B-Seite Sitting Still. Dieses Label war von einem Jurastudenten gegründet worden, der dort eigentlich Musik seiner eigenen Band veröffentlichen wollte, die sich jedoch kurz vorher getrennt hatte. Für Hib-Tone nahm R.E.M. auch die Songs für die EP Chronic Town auf, die jedoch dort nicht mehr veröffentlicht wurde. Radio Free Europe wurde später erneut vom Label I.R.S. Records veröffentlicht.

### Erste Erfolge (1982–1987)

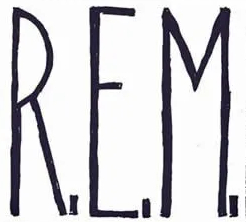
Logo 1984

Im Mai 1982 wurde die Band beim Label I.R.S. Records unter Vertrag genommen. Hier wurde die EP Chronic Town veröffentlicht, von der bis Ende des Jahres gut 20.000 Stück verkauft wurden und die es für drei Monate in die Top 5 der College-Radio-Charts schaffte. Im Jahr darauf veröffentlichte die Band ihr erstes Album mit dem Titel Murmur, das von der Presse wegen oder trotz seines eigenwilligen Stils durchweg positiv aufgenommen wurde. Das Album kam bis auf Platz 36 der Billboard 200 und hielt sich 30 Wochen. Nur ein Jahr später veröffentlichte die Band ihr zweites Album Reckoning, das es bis auf Platz 27 der Billboard Charts brachte und sich mehr als ein Jahr hielt.
Bis zu diesem Zeitpunkt verlief die Entwicklung der Band linear. Sie gab sehr viele Livekonzerte, nahm ihre ersten Videos auf, eröffnete 1983 fünf Konzerte der Hallentournee der britischen Band The Police in den USA und hatte ihren ersten Fernsehauftritt in der David-Letterman-Show. Im Vorfeld zum 1985 veröffentlichten Album Fables of the Reconstruction traten in der Band zum ersten Mal Probleme auf. Man fühlte sich ausgebrannt vom vielen Touren. Dies merkte man auch dem Album an – es hatte eine dunklere Stimmung als die beiden Platten zuvor.
1986 erschien Lifes Rich Pageant, das bis auf Platz 21 der Billboard-Charts kam und der Band die erste Goldene Schallplatte für 500.000 verkaufte Exemplare einbrachte. Auf dem Album befindet sich ein Stück, das ab 1981 zum festen Bestandteil ihrer Konzerte gehörte: Just a Touch. Bevor die Gruppe im September 1987 das Album Document veröffentlichte, erschien im April desselben Jahres Dead Letter Office, eine Zusammenstellung älterer Songs, Coverversionen sowie erstmals auf CD die EP Chronic Town.
Das Album Document brachte der Band erstmals auch stärkere Beachtung außerhalb der Vereinigten Staaten ein; es beschäftigt sich mit Politik und den persönlichen Gefühlswelten der einzelnen Bandmitglieder. Es wurden mehr als eine Million Exemplare des Albums verkauft, und es enthält zwei Stücke, die fortan bei fast jedem Konzert gespielt wurden: The One I Love sowie It’s the End of the World as We Know It (And I Feel Fine).

### Superstars (1988–1996)
Zusätzlich brachte der Erfolg des Albums der Band einen Vertrag mit dem Major-Label Warner ein. Das erste Album bei Warner 1988 hieß Green, und im Zug der Veröffentlichung begab sich die Band auf ihre letzte große Welttournee für mehrere Jahre. Die nächste folgte erst 1994 nach der Veröffentlichung des Albums Monster. Dazwischen ereignete sich der weltweite kommerzielle Durchbruch der Band im Jahr 1991 mit der Veröffentlichung von Out of Time und der darauf enthaltenen Single Losing My Religion. Die Platte steht in vielerlei Hinsicht für eine starke Veränderung der Band: Es wurde die erste Rockpop-Platte der Band; es gab akustische Gitarren, Mandolinen und Streicherarrangements, und man lud sich Gastmusiker wie den Rapper KRS-One und die Sängerin Kate Pierson von The B-52s ins Studio ein. Da die Band sich von großen Live-Shows vorerst verabschiedet hatte, wurde die Platte mit zahlreichen Auftritten in kleineren Clubs mit überwiegend akustischen Instrumenten beworben, die die Musik auf das Wesentliche reduzierten. Unter anderem spielte man für MTV Unplugged.
Der unerwartet große Mainstream-Erfolg der Platte wurde im darauf folgenden Jahr durch das Album Automatic for the People noch übertroffen. Mit weltweit über 18 Millionen verkauften Exemplaren ist es das erfolgreichste Album der Band, von ihm stammen Hits wie Drive, Everybody Hurts und Man on the Moon, das eine Würdigung des US-amerikanischen Komikers Andy Kaufman ist. Der Titel des Albums entstand aus dem Motto eines Restaurants in Clarke County (Georgia), bei dem die Musiker von R.E.M. häufig zu Gast waren. Als Dank erwähnte sie den Inhaber „Weaver D. und seinen tollen Laden“ im Begleittext.
Out of Time und Automatic for the People waren bei Publikum und Kritik sehr erfolgreich gewesen, aber es war darüber nach Ansicht der Musiker das Ursprüngliche und Rohe verloren gegangen. Mit dem 1994 erschienenen Album Monster wollte die Gruppe daher zu ihren Ursprüngen zurückkehren: direkte, ungekünstelte Rockmusik, bei der vor allem Bucks verzerrte Gitarre im Vordergrund stand. Der Song Let Me In von Monster ist Kurt Cobain gewidmet, der 1994 Suizid begangen hatte. Das gesamte Album ist zudem River Phoenix gewidmet, wie Cobain ein Freund von Michael Stipe, der 1993 an einer Überdosis Drogen gestorben war. Stipe hatte deswegen fünf Monate lang an einer Schreibblockade gelitten. Monster erhielt zumeist mittelmäßige Kritiken und verkaufte sich zwar sehr gut, allerdings deutlich schlechter als die beiden Vorgängeralben.
1996 wurde ein mit 80 Millionen US-Dollar dotierter Vertrag mit Warner über fünf Alben abgeschlossen. Das folgende Album New Adventures in Hi-Fi war das letzte in der Originalbesetzung und erschien im September 1996. In den USA erreichte es Platz zwei in den Billboard 200, in Australien, Belgien, Dänemark, Deutschland, Großbritannien und zehn weiteren Staaten schaffte es das Album bis an die Spitze der Charts. Es ist erneut ein überwiegend rockiges Album, doch ruhigere Songs wie How the West Was Won and Where It Got Us und Electrolite leiteten einen erneuten Kurswechsel in der Musikrichtung ein, der mit Reveal und Around the Sun einsetzte.

### Personelle Veränderungen und weitere Erfolge (1997–2011)

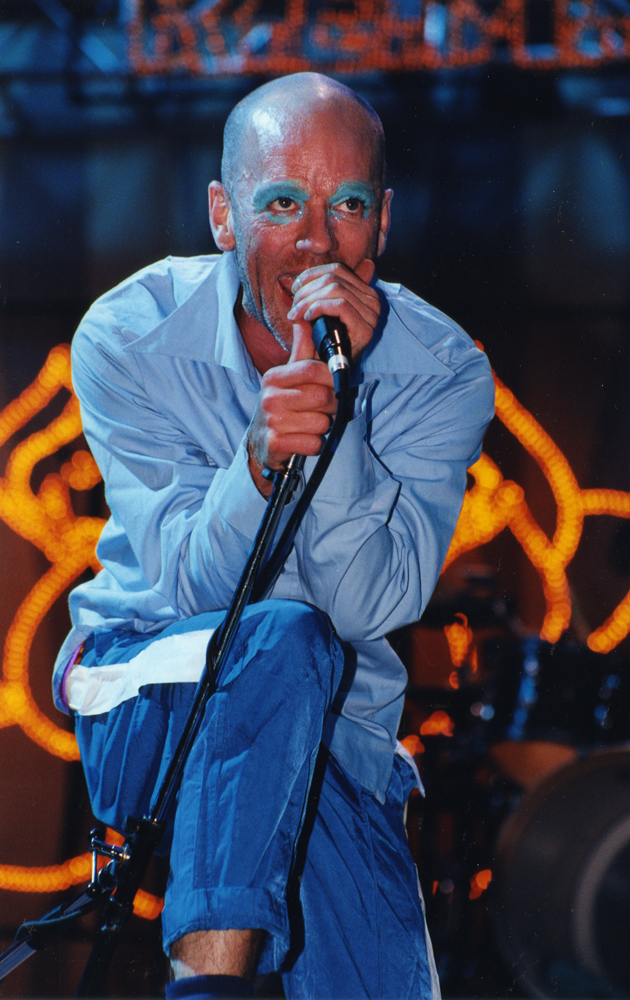
Sänger Michael Stipe (1999)

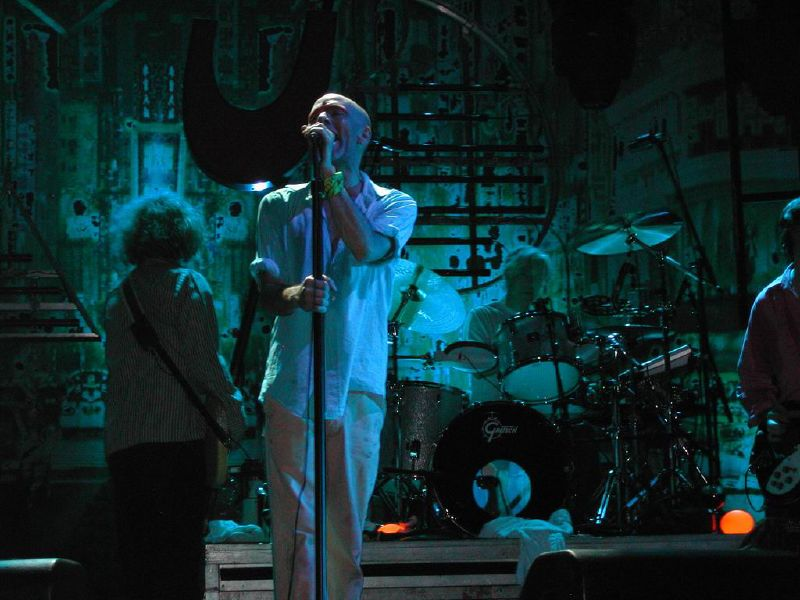
R.E.M. (2003)

Ursprünglich als Quartett gegründet, stieg der Schlagzeuger Bill Berry im November 1997 aus der Band aus. Er fühlte sich dem zunehmenden Tourneestress gesundheitlich nicht mehr gewachsen, nachdem er bereits während der Monster-Tour im Jahr 1995 eine Hirnblutung durch ein geplatztes Aneurysma erlitten hatte. Die Band stand vor der Auflösung, doch dann entschied man sich, als Trio weiterzumachen. Barrett Martin, ehemals Screaming Trees, nahm bei den Aufnahmen zum neuen Album Up Berrys Platz ein, ohne jedoch offiziell Bandmitglied zu werden. Ende 1998 übernahm Joey Waronker, der vorher bei Beck am Schlagzeug gesessen hatte, den Posten von Bill Berry; auch er wurde kein Teil der Band. Die drei verbliebenen Mitglieder veröffentlichten danach weiter Alben und gingen auf Tourneen, bei denen sie regelmäßig von den Musikern Bill Rieflin († 2020 an Krebs) auf der 2003er Tour als Schlagzeuger, Ken Stringfellow sowie Scott McCaughey (jeweils Bass, Gitarre, Keyboard) unterstützt wurden.
Die Band blieb erfolgreich und konnte weitere Chartplatzierungen verbuchen; in Großbritannien gelangen mit Imitation of Life (2001), Bad Day (2003) und Leaving New York (2004) weitere Top-10-Hits. Das Studioalbum Around the Sun aus dem Jahr 2004 knüpfte an die Zeit von Automatic for the People (1992) und Reveal (2001) an. Es befasst sich größtenteils und sehr kritisch mit der (Irak-)Politik des US-amerikanischen Präsidenten George W. Bush. Während die Band am nächsten Studioalbum arbeitete, erschien im Oktober 2007 ihr erstes Livealbum einschließlich Video-DVD, das aus Aufnahmen von den zwei Konzerten in Dublin im Februar 2005 besteht. 2007 wurde R.E.M. in die Rock and Roll Hall of Fame aufgenommen, bei der Gala trat R.E.M. zusammen mit Bill Berry auf. Im März 2008 erschien ihr 14. Studioalbum mit dem Titel Accelerate. Das nur 34 Minuten lange Album ist härter und rockiger als die vorhergehenden. Die erste Singleauskopplung war Supernatural Superserious.
Das 15. und letzte Studioalbum Collapse Into Now erschien in Europa im März 2011. Die Aufnahmen hierzu fanden in Berlin, Nashville und New Orleans statt. Als Gäste waren Peaches, Patti Smith sowie der Pearl-Jam-Sänger Eddie Vedder an den Aufnahmen beteiligt. Produzent war wie beim Vorgängeralbum Garret „Jacknife“ Lee. Am 21. September 2011 gaben R.E.M. auf ihrer Website die Auflösung der Band bekannt – ohne Streitigkeiten, wie die Mitglieder beteuerten. Eine finale Best-of-Kompilation mit dem Titel Part Lies, Part Heart, Part Truth, Part Garbage: 1982–2011 erschien am 11. November 2011.
Am 13. Juni 2024 stand R.E.M. in Urbesetzung erstmals seit 2007 wieder gemeinsam auf der Bühne. Anlässlich der Aufnahme der Band in die Songwriters Hall of Fame spielten Stipe, Buck, Mills und Berry Losing My Religion vor Publikum. Im Februar 2024 fanden die vier früheren Mitglieder bereits als Gäste auf einem Tributkonzert in Athens wieder zusammen, um das 40. Jubiläum von Murmur zu begehen.

## Stil
R.E.M. gilt als bedeutender Vertreter und Pionier des Alternative Rocks. Die Gruppe bewegte sich zwischen Rock- und Popmusik unter dem Einfluss von Country- und Folk-Elementen. Peter Buck äußerte sich in einem Interview folgendermaßen:

“Minor key, mid-tempo, enigmatic, semi-folk-rock-balladish things. That's what everyone thinks and to a certain degree, that's true.”

„In Moll gehalten, ein mittleres Tempo, rätselhaft, Semi-Folk-Rock-Balladen. Das ist das, was jeder denkt, und zu einem gewissen Grad stimmt es.“

Die Gruppe galt zu Beginn der 1980er Jahre als fester Bestandteil der Indie-Rock-Szene, einem Subgenre, mit dem man sich über den Vertrieb von sogenannten Independent-Labels von einer allzu offensichtlichen Kommerzialisierung distanzieren wollte. Mit der Etablierung des Alternative Rocks in den 1990er Jahren und der Veröffentlichung der Alben Out Of Time (1991) und Automatic for the People (1992) wandte sich die Band dem Mainstream und damit einhergehend poporientierten Songstrukturen zu. Um diesem Image entgegenzuwirken, entwickelte sich R.E.M. nach dieser erfolgreichen Phase bewusst wieder retrospektiv in Richtung Rockmusik.

## Bandmitglieder
R.E.M. löste sich von der traditionellen Besetzung einer Rockband (Gitarre, Bass und Schlagzeug), wodurch die Multiinstrumentalisten Buck, Mills und Berry auf den Studioalben zahlreiche unterschiedliche Instrumente spielten.
- Michael Stipe: Gesang
- Peter Buck: Gitarre, Bass, Mandoline, Banjo, Bouzouki, Keyboards, Schlagzeug
- Mike Mills: Bass, Gitarre, Keyboards (darunter Piano, Synthesizer, Orgel, Cembalo, Mellotron und Akkordeon), Begleitgesang
- Bill Berry (bis 1997): Schlagzeug, Perkussion, Gitarre, Bass, Melodica, Keyboards, Begleitgesang

## Diskografie
Studioalben

| Jahr | Titel Musiklabel                                    | Höchstplatzierung, Gesamtwochen, AuszeichnungChartplatzierungen (Jahr, Titel, Musiklabel, Platzierungen, Wochen, Auszeichnungen, Anmerkungen) | Höchstplatzierung, Gesamtwochen, AuszeichnungChartplatzierungen (Jahr, Titel, Musiklabel, Platzierungen, Wochen, Auszeichnungen, Anmerkungen) | Höchstplatzierung, Gesamtwochen, AuszeichnungChartplatzierungen (Jahr, Titel, Musiklabel, Platzierungen, Wochen, Auszeichnungen, Anmerkungen) | Höchstplatzierung, Gesamtwochen, AuszeichnungChartplatzierungen (Jahr, Titel, Musiklabel, Platzierungen, Wochen, Auszeichnungen, Anmerkungen) | Höchstplatzierung, Gesamtwochen, AuszeichnungChartplatzierungen (Jahr, Titel, Musiklabel, Platzierungen, Wochen, Auszeichnungen, Anmerkungen) | Anmerkungen |
| Jahr | Titel Musiklabel                                    | DE | AT | CH | UK | US | Anmerkungen |
| ---- | --------------------------------------------------- | --- | --- | --- | --- | --- | --- |
| 1983 | Murmur I.R.S. Records (A&M)                         | — | — | — | UK100 Gold · (1 Wo.)UK | US36 Gold · (30 Wo.)US | Erstveröffentlichung: 12. April 1983 Platz 197 der Rolling-Stone-500 in UK erst 1994 in den Charts Verkäufe: + 600.000 |
| 1984 | Reckoning I.R.S. Records (A&M)                      | — | — | — | UK91 Silber · (2 Wo.)UK | US27 Gold · (53 Wo.)US | Erstveröffentlichung: 9. April 1984 Verkäufe: + 560.000                                                                |
| 1985 | Fables of the Reconstruction I.R.S. Records (MCA)   | — | — | — | UK35 (5 Wo.)UK | US28 Gold · (42 Wo.)US | Erstveröffentlichung: 10. Juni 1985 Verkäufe: + 500.000                                                                |
| 1986 | Lifes Rich Pageant I.R.S. Records (MCA)             | — | — | — | UK43 Silber · (4 Wo.)UK | US21 Gold · (32 Wo.)US | Erstveröffentlichung: 28. Juli 1986 Verkäufe: + 660.000                                                                |
| 1987 | Document I.R.S. Records (MCA)                       | — | — | — | UK28 Gold · (5 Wo.)UK | US10 Platin · (33 Wo.)US | Erstveröffentlichung: 1. September 1987 Platz 470 der Rolling-Stone-500 Verkäufe: + 1.210.000                          |
| 1988 | Green Warner Bros. Records (WMG)                    | — | — | — | UK27 Platin · (27 Wo.)UK | US12 ×2Doppelplatin · (40 Wo.)US | Erstveröffentlichung: 8. November 1988 Verkäufe: + 2.625.000                                                           |
| 1991 | Out of Time Warner Bros. Records (WMG)              | DE2 ×5Fünffachgold · (67 Wo.)DE | AT1 (32 Wo.)AT | CH3 ×2Doppelplatin · (50 Wo.)CH | UK1 ×5Fünffachplatin · (212 Wo.)UK | US1 ×4Vierfachplatin · (109 Wo.)US | Erstveröffentlichung: 8. März 1991 Grammy (Alternative-Album) Verkäufe: + 18.000.000                                   |
| 1992 | Automatic for the People Warner Bros. Records (WMG) | DE2 ×5Fünffachgold · (64 Wo.)DE | AT3 ×2Doppelplatin · (37 Wo.)AT | CH3 ×2Doppelplatin · (37 Wo.)CH | UK1 ×8Achtfachplatin · (245 Wo.)UK | US2 ×4Vierfachplatin · (76 Wo.)US | Erstveröffentlichung: 5. Oktober 1992 Platz 247 der Rolling-Stone-500 Verkäufe: + 9.860.000                            |
| 1994 | Monster Warner Bros. Records (WMG)                  | DE2 Platin · (44 Wo.)DE | AT1 Platin · (22 Wo.)AT | CH1 Platin · (31 Wo.)CH | UK1 ×3Dreifachplatin · (64 Wo.)UK | US1 ×4Vierfachplatin · (54 Wo.)US | Erstveröffentlichung: 23. September 1994 Verkäufe: + 7.221.125                                                         |
| 1996 | New Adventures in Hi-Fi Warner Bros. Records (WMG)  | DE1 Gold · (26 Wo.)DE | AT1 Gold · (16 Wo.)AT | CH1 Gold · (14 Wo.)CH | UK1 Platin · (23 Wo.)UK | US2 Platin · (22 Wo.)US | Erstveröffentlichung: 9. September 1996 Verkäufe: + 2.250.000                                                          |
| 1998 | Up Warner Bros. Records (WMG)                       | DE1 (23 Wo.)DE | AT1 Gold · (16 Wo.)AT | CH7 Gold · (10 Wo.)CH | UK2 Platin · (32 Wo.)UK | US3 Gold · (16 Wo.)US | Erstveröffentlichung: 27. Oktober 1998 Verkäufe: + 1.542.500                                                           |
| 2001 | Reveal Warner Bros. Records (WMG)                   | DE1 Gold · (21 Wo.)DE | AT1 Gold · (17 Wo.)AT | CH1 Platin · (20 Wo.)CH | UK1 Platin · (16 Wo.)UK | US6 Gold · (10 Wo.)US | Erstveröffentlichung: 15. Mai 2001 Verkäufe: + 1.592.500                                                               |
| 2004 | Around the Sun Warner Bros. Records (WMG)           | DE1 Gold · (37 Wo.)DE | AT1 Gold · (22 Wo.)AT | CH1 Platin · (24 Wo.)CH | UK1 Gold · (13 Wo.)UK | US13 (7 Wo.)US | Erstveröffentlichung: 5. Oktober 2004 Verkäufe: + 1.035.000                                                            |
| 2008 | Accelerate Warner Bros. Records (WMG)               | DE2 Gold · (23 Wo.)DE | AT2 Gold · (15 Wo.)AT | CH1 Platin · (22 Wo.)CH | UK1 Gold · (11 Wo.)UK | US2 (18 Wo.)US | Erstveröffentlichung: 1. April 2008 Verkäufe: + 342.500                                                                |
| 2011 | Collapse into Now Warner Bros. Records (WMG)        | DE1 (13 Wo.)DE | AT2 (10 Wo.)AT | CH1 (12 Wo.)CH | UK5 Silber · (7 Wo.)UK | US5 (7 Wo.)US | Erstveröffentlichung: 4. März 2011 Verkäufe: + 90.000                                                                  |

## Auszeichnungen
- R.E.M. wurde mit mehreren Grammys und MTV Music Awards ausgezeichnet.
- Ihr Video zu dem Stück Bad Day wurde mit einem Comet für das beste Video ausgezeichnet.
- Die Band wurde im September 2006 in die Georgia Music Rock and Roll Hall of Fame aufgenommen.
- Die Band wurde im März 2007 in die Rock and Roll Hall of Fame aufgenommen.
- Der Rolling Stone listete R.E.M. auf Rang 97 der 100 größten Musiker sowie auf Rang 85 der 100 größten Songwriter aller Zeiten.[16][17]